# フータ・ジャロン

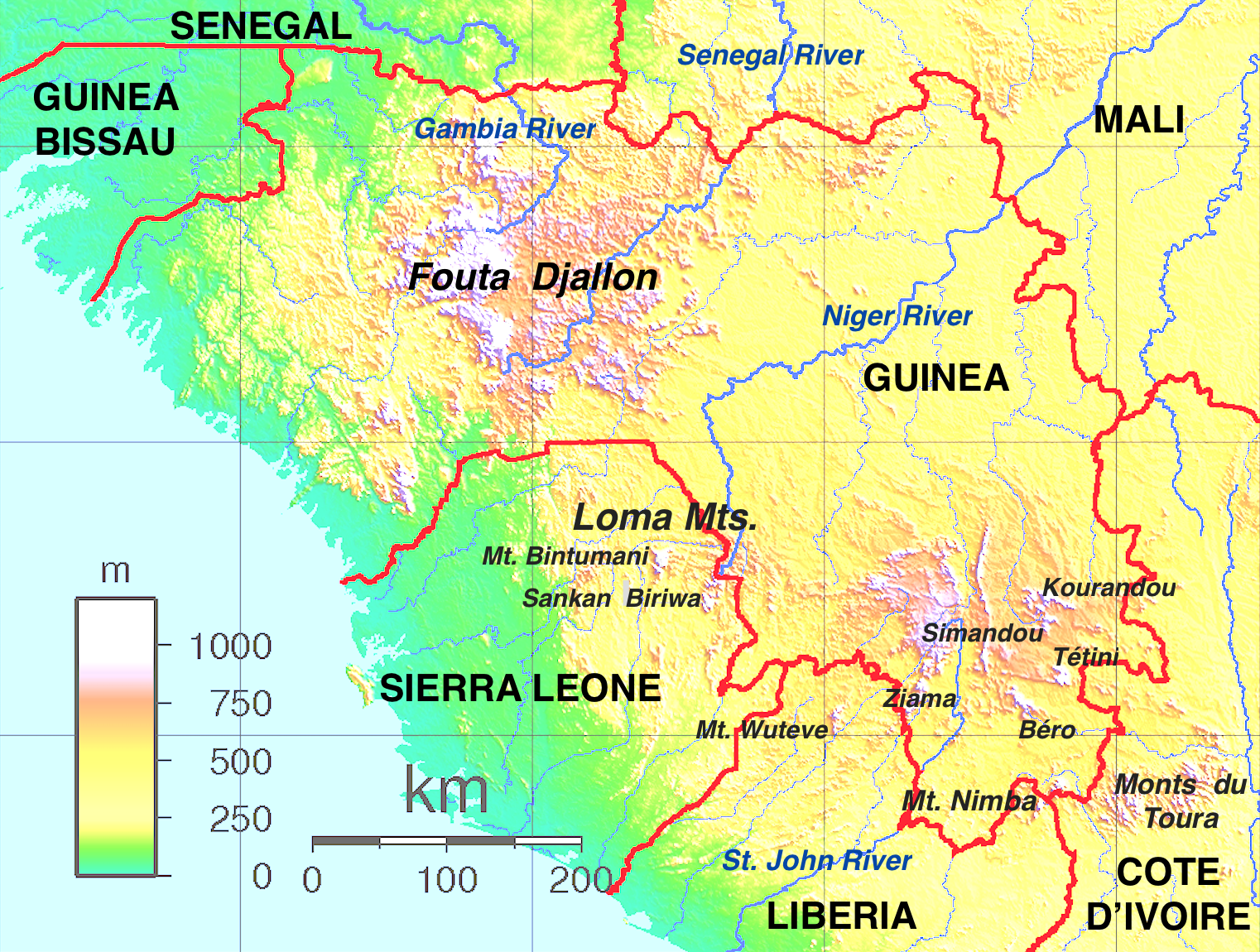
地図。ギニアの中西部にある

フータ・ジャロン（Fouta Djallon）は、西アフリカのギニア共和国中西部のボケ州・キンディア州・ラベ州・マムー州・ファラナ州とシエラレオネにある山地。フタ・ジャロン（Futa Jalon）、フータ・ジャロー（Fuuta-Jaloo）とも表記する。

## 地理
フータ・ジャロンは標高はあまり高くはなく、平均で900m、最高峰のローラ山でも1515mである。しかし、フータ・ジャロンを境に気候や水系、植生は大きく変わる。フータ・ジャロン西側の海岸部は森林ギニアとも呼ばれる熱帯雨林が広がっており、東側の上ギニアと呼ばれる地域では徐々に乾燥しながら広大な草原をなしている。そしてフータ・ジャロン山地は、降雨量は1500mm程度と多いものの、やや標高が高く、冬の数ヶ月間はハルマッタンと呼ばれる乾燥した風に晒されるため熱帯雨林は形成されず、豊かな草原が広がっている。気候はサバナ気候に属する。
フータ・ジャロンは分水嶺をなしており、西側の水は多くの川によってギニア湾に流れ込む。ガンビア川の源流もこのフータ・ジャロンにある。東側の水はほとんどがセネガル川、またはニジェール川の支流となり、長さ4000km以上にも及ぶ大河の主要な水源となっている。地形は険しくはないが谷は深く、急流や滝も多い。

## 歴史
フータ・ジャロンの住民の多くは牧畜民のフラニ人（この地ではプール人と称する）であり、フラニ語を話す。フラニ人がこの地にやってきたのは10世紀ごろと考えられている。
フータ・ジャロンのフラニ人は1725年にフータ・ジャロン王国（1725年 - 1896年）を建国し、フランスに侵略され滅亡する1897年まで独立を保った。これは18世紀から19世紀に西アフリカで展開するフラニのジハードの最初のものであり、フータ・ジャロン王国もイスラムに則った国家建設を行った。君主はアラビア語のイマームに由来するアルマミという称号で呼ばれた。

## 産業
フータ・ジャロンには豊かな草原が広がり牧畜に好適であるため主産業は牧畜であるが、農業もフォニオやコメなどの穀物、さらにバナナや果物などの換金作物などが多く栽培される。中心都市はラベである。フータ・ジャロンは人口過剰な地域であるため、落花生の収穫などの季節労働者としてセネガルやシエラレオネに出稼ぎすることが盛んに行われてきた。